# 福岡県道782号倉永三池線
福岡県道782号倉永三池線（ふくおかけんどう782ごう くらながみいけせん）は、福岡県大牟田市を通る一般県道である。

## 概要
大牟田市大字倉永から大牟田市大字三池に至る。
以前は起点から終点まで旧三池街道に沿ったルートをとっていたが、後述のとおり一部区間が追加指定されている。追加指定された区間については片側1車線が確保されているが、それ以外は狭隘な区間が多い。また、わずかながら一方通行規制の区間もあり、起点方から終点方へ向けて車両でたどることはできない。

### 路線データ
- 起点：福岡県大牟田市大字倉永（西鉄渡瀬駅前交差点、国道208号交点）
- 終点：福岡県大牟田市大字三池（福岡県道93号大牟田高田線交点）

## 歴史
- 1955年（昭和30年） - 福岡県告示に県道路線として認定される。当時の整理番号は349。
- 1973年（昭和48年） - 整理番号の変更により、一般県道福岡県道782号倉永三池線となる。
- 1993年（平成5年）5月11日 - 建設省から、県道倉永三池線の一部を大牟田高田線として主要地方道に指定される[1]。
- 時期不明 - 福岡県道93号大牟田高田線の指定により廃止された福岡県道783号倉永岩本三池線および福岡県道784号原吉野線の一部区間が、当県道に追加指定される。

## 路線状況

### 追加指定区間
- 大牟田市大字倉永（西鉄渡瀬駅前交差点、国道208号交点） - 大牟田市大字大字宮崎（亀崎交差点、本線交点）

### 道路施設

#### 橋梁
- 隈橋（隈川、大牟田市）
- 亀崎橋（隈川、大牟田市）
- 銀水川橋（白銀川、大牟田市）

## 地理

### 通過する自治体
- 大牟田市

### 交差する道路
| 交差する道路                         | 交差する場所 | 交差する場所              |
| ------------------------------------ | ------------ | ------------------------- |
| 国道208号 国道209号 重複             | 大字倉永     | 西鉄渡瀬駅前交差点 / 起点 |
| 福岡県道93号大牟田高田線             | 大字宮崎     | 亀崎交差点                |
| 熊本県道・福岡県道10号南関大牟田北線 | 大字吉野     | 元村東交差点              |
| 福岡県道93号大牟田高田線             | 大字三池     | 終点                      |

### 交差する鉄道
- 鹿児島本線

### 沿線
- 西鉄天神大牟田線 西鉄渡瀬駅
- 福岡県立大牟田北高等学校
- 社会保険大牟田吉野病院（旧大牟田労災病院）
- 国立病院機構大牟田病院
- JR九州鹿児島本線 吉野駅
- 福岡県立ありあけ新世高等学校
- 大牟田市立橘中学校
- 大牟田市立銀水小学校